# Interpelacja radnego
Interpelacja radnego – przysługuje od 1 stycznia 2018 roku na mocy artykułu 24 ustęp 3 ustawy z 8 marca 1990 roku o samorządzie gminnym, który stanowi, że w sprawach dotyczących gminy radni mogą kierować interpelacje do wójta. Interpelacja dotyczy spraw o istotnym znaczeniu dla gminy. Interpelacja powinna zawierać krótkie przedstawienie stanu faktycznego będącego jej przedmiotem oraz wynikające z niej pytania. Interpelacje składane są na piśmie do przewodniczącego rady, który przekazuje je niezwłocznie wójtowi. Wójt, lub osoba przez niego wyznaczona, jest zobowiązana udzielić odpowiedzi na piśmie nie później niż w terminie 14 dni od dnia otrzymania interpelacji. Treść interpelacji oraz udzielonych odpowiedzi podawana jest do publicznej wiadomości poprzez niezwłoczną publikację w Biuletynie Informacji Publicznej i na stronie internetowej gminy, oraz w inny sposób zwyczajowo przyjęty.